# Alpiner Skieuropacup 1974/75
Gesamt- und Disziplinenwertungen der Saison 1974/1975 des Alpinen Skieuropacups.
Das letzte Rennen, der Damen-Riesenslalom in Mayrhofen, musste wegen starken Schneefalls abgesagt werden und es gab keinen Nachtragstermin. Dadurch blieb Kuzmanová drei Punkte vor Ellmer.

## Europacupwertungen

### Gesamtwertung
| Rang | Name            | Land             | Punkte |
| ---- | --------------- | ---------------- | ------ |
| 1    | Diego Amplatz   | Italien          | 176    |
| 2    | Kurt Engstler   | Österreich       | 125    |
| 3    | Miloslav Sochor | Tschechoslowakei | 124    |

| Rang | Name             | Land             | Punkte |
| ---- | ---------------- | ---------------- | ------ |
| 1    | Dagmar Kuzmanová | Tschechoslowakei | 120    |
| 2    | Martina Ellmer   | Österreich       | 117    |
| 3    | Marlies Mathis   | Österreich       | 115    |

### Abfahrt
| Rang | Name          | Land       | Punkte |
| ---- | ------------- | ---------- | ------ |
| 1    | Kurt Engstler | Österreich | 125    |
| 2    | Anton Dorner  | Österreich | 068    |
| 3    | Michel Dujon  | Frankreich | 061    |

| Rang | Name                   | Land       | Punkte |
| ---- | ---------------------- | ---------- | ------ |
| 1    | Angelika Rudigier      | Österreich | 74     |
| 2    | Tiziana Bracelli       | Italien    | 48     |
| 3    | Anneliese Petautschnig | Österreich | 47     |

### Riesenslalom
| Rang | Name            | Land             | Punkte |
| ---- | --------------- | ---------------- | ------ |
| 1    | Miloslav Sochor | Tschechoslowakei | 100    |
| 2    | Diego Amplatz   | Italien          | 083    |
| 3    | Heini Hemmi     | Schweiz          | 078    |

| Rang | Name             | Land             | Punkte |
| ---- | ---------------- | ---------------- | ------ |
| 1    | Dagmar Kuzmanová | Tschechoslowakei | 95     |
| 2    | Martina Ellmer   | Österreich       | 74     |
| 3    | Christina Tisot  | Italien          | 58     |

### Slalom
| Rang | Name            | Land           | Punkte |
| ---- | --------------- | -------------- | ------ |
| 1    | Alfred Hagn     | BR Deutschland | 95     |
| 2    | Diego Amplatz   | Italien        | 93     |
| 3    | Gérard Bonnevie | Frankreich     | 71     |

| Rang | Name           | Land           | Punkte |
| ---- | -------------- | -------------- | ------ |
| 1    | Marlies Mathis | Österreich     | 100    |
| 2    | Heidi Bauer    | Österreich     | 089    |
| 3    | Berwein Monika | BR Deutschland | 081    |